# Acceptance Speech
Acceptance Speech es el quinto álbum de estudio de la banda estadounidense de post-hardcore Dance Gavin Dance. Fue lanzado el 8 de octubre de 2013 en Rise Records. El álbum sirve como continuación del cuarto álbum de estudio de la banda, Downtown Battle Mountain II (2011), y es el primer álbum de estudio de la banda que presenta a la vocalista limpia Tilian Pearson, el bajista Tim Feerick y el guitarrista Josh Benton. Es el único álbum de estudio de la banda que presenta a Benton en la guitarra rítmica, quien se fue poco después del lanzamiento del álbum. El álbum fue producido por Matt Malpass, que marca el primer y único álbum de estudio de la banda que no fue producido por Kris Crummett, quien ha producido todos los lanzamientos anteriores de la banda desde What I Say Is Royal Ocean (2006).

## Lista de canciones
| N.º | Título                                                         | Duración |  |
| 1.  | «Jesus H. Macy»                                                | 3:25     |  |
| 2.  | «The Robot with Human Hair, Pt. 4»                             | 3:33     |  |
| 3.  | «Acceptance Speech»                                            | 4:26     |  |
| 4.  | «Carve»                                                        | 2:49     |  |
| 5.  | «Doom & Gloom»                                                 | 3:41     |  |
| 6.  | «Strawberry Swisher, Pt. 3»                                    | 3:35     |  |
| 7.  | «Honey Revenge»                                                | 3:28     |  |
| 8.  | «Demo Team»                                                    | 3:08     |  |
| 9.  | «Death of the Robot with Human Hair»                           | 5:07     |  |
| 10. | «The Jiggler»                                                  | 4:55     |  |
| 11. | «Turn Off the Lights, I'm Watching Back to the Future, Pt. II» | 6:00     |  |

| B-Side |                  |          |  |
| N.º    | Título           | Duración |  |
| 1.     | «Pussy Vultures» | 5:27     |  |

## Posiconamiento en lista
| Lista (2013)                            | Posición |
| --------------------------------------- | -------- |
| Estados Unidos (Billboard 200)          | 42       |
| Estados Unidos (Top Alternative Albums) | 13       |
| Estados Unidos (Top Hard Rock Albums)   | 6        |
| Estados Unidos (Independent Albums)     | 7        |
| Estados Unidos (Top Rock Albums)        | 14       |

## Personal
- Tilian Pearson - voz principal
- Jon Mess - voz secundario
- Josh Benton - guitarra
- Will Swan - guitarra
- Tim Feerick - bajo
- Matt Mingus - batería, percusión